# AF Marina
La AF Marina è una nave traghetto ro-ro passeggeri di proprietà dell'Adria Ferries. 

## Servizio

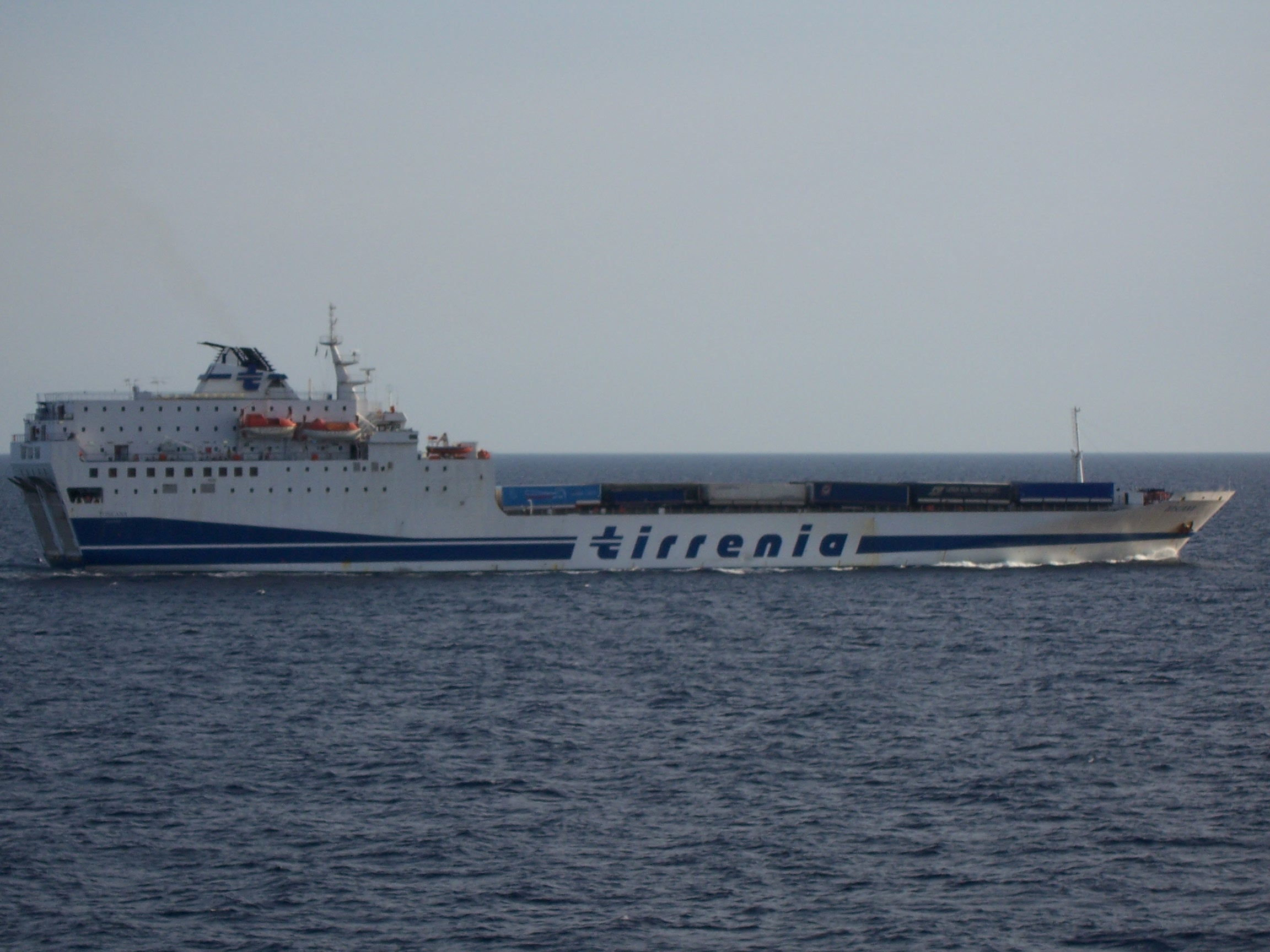
L'allora Toscana in servizio per Tirrenia nel golfo di Cagliari nel 2007.

Varato nel gennaio 1994 come traghetto merci e battezzato Toscana, entrò in servizio il 21 giugno dello stesso anno per operare sulle rotte per la Sardegna. Nel 1996, in seguito alla trasformazione in traghetto Ro-Pax, venne collocato sulla linea Olbia-Civitavecchia. Avendo una capacità passeggeri esigua per la tratta percorsa, la Toscana venne spostata sulla Livorno-Cagliari a partire dal 15 ottobre 1998. A partire dalla stagione estiva del 1999, la nave venne collocata su diverse rotte come Genova-Cagliari, Napoli-Cagliari e Cagliari-Palermo.
La nave venne saltuariamente usata in sostituzione di altre navi della flotta sulle rotte Genova-Porto Torres, Civitavecchia-Olbia e Livorno-Cagliari. Con l'ingresso nella flotta delle classi Bithia e Nuraghes, il Toscana venne spostato a partire dal 2005 sulle rotte tra Sardegna, Sicilia e Campania, in particolare sulle Cagliari-Palermo, Cagliari-Trapani e Napoli-Cagliari. Con Adria Ferries la nave è destinata a fare servizio tra Trieste, Ancona e Durazzo in Albania.
Dal gennaio 2021 è noleggiata alla GNV per il trasporto delle merci.
Torna regolarmente in servizio per conto di Adria Ferries  qualche mese dopo sulla Bari-Durazzo.

## Incidenti
Il 19 gennaio 2001 alle 3.40, la Toscana si scontrò nel porto di Livorno contro un peschereccio. Quest'ultimo riportò gravi danni a poppa, dove si aprì una falla sopra la linea di galleggiamento e fortunatamente l'imbarcazione non affondò. Infatti il peschereccio riuscì a raggiungere il molo, dove i pescatori poterono mettersi in salvo. La Toscana riportò solo qualche ammaccatura.
La notte del 23 novembre 2005, la Toscana proveniente da Trapani e diretta a Cagliari si imbatté in una tempesta con mare forza 9. A causa dei forti movimenti, le catene che ancoravano due autoarticolati sul ponte Coperta si ruppero. I due mezzi scivolarono verso il lato destro dell'imbarcazione, sfondarono le ringhiere e finirono in mare. Altri tre mezzi pesanti si ribaltarono e scivolarono verso prua. Sullo stesso ponte erano presenti anche due autocisterne di liquidi infiammabili. Lo spostamento dei carichi fece inclinare la nave verso prua di circa cinque gradi, obbligando il comando della nave a ridurre la velocità. La Toscana giunse nel porto di Cagliari alle 15.15 del pomeriggio successivo, dove vennero fatti sbarcare i mezzi contenuti nella stiva (tutti indenni). Per quanto riguarda il carico merci, lo sbarco è stato possibile solo una volta completata la stima dei danni da parte del Registro Italiano Navale. Lo sbarco dei semirimorchi fu un'operazione molto delicata, perché un errato spostamento dei carichi avrebbe potuto inclinare ulteriormente la nave. Stando alla compagnia che perse i due autoarticolati, i danni ammontarono a 500 milioni di euro e l'inconveniente fu dovuto alle pinne stabilizzatrici fuori uso della Toscana.
Infine, a causa della presenza di un solo motore, la Toscana rimase numerose volte bloccata in porto in seguito ad alcune avarie all'apparato propulsivo. Questo determinò ogni volta ingenti ritardi sulla tabella di marcia e disguidi per i passeggeri.
Il 24 dicembre 2024,durante le manovre di ormeggio nel porto di Bari,la nave ha urtato la fiancata di dritta contro la banchina a causa di condizioni meteo avverse,nonostante il sostegno del rimorchiatore del porto Anacapri durante la manovra.

## Caratteristiche
Il traghetto Toscana fu inizialmente utilizzato come mercantile e fu adibita solo nel 1996 al trasporto passeggeri, ottenendo l'aggiunta di un ponte. È largo 22 metri, lungo 166 e ha una stazza lorda di 14.169 GT. Dopo la trasformazione in traghetto di tipo Ro-Pax, la Toscana poté trasportare 600 passeggeri, 300 autovetture e 1.670 metri lineari di carico merci. Nell'estate 2006 il traghetto beneficiò di una trasformazione della struttura interna, esattamente come altre navi della compagnia negli anni precedenti. Vennero ammodernate e ampliate le cabine, vennero rivisitati gli arredi e le finiture interne delle zone comuni, mentre i servizi alberghieri vennero livellati alle ultime unità entrate in servizio (classe Bithia e classe Nuraghes). Venne anche cambiata la livrea esterna, dalla colorazione arancione tipica delle unità mercantili della flotta, alla classica colorazione bianca e blu della Tirrenia.
L'unità è strutturata su sette piccoli ponti collocati verso poppa:
- Ponte D: 39 cabine 2ª classe[9]
- Ponte C: 28 cabine 2ª classe e sala nautica[9]
- Ponte B: 7 cabine, 1 cabina per disabili e 125 poltrone di 2ª classe[9]
- Ponte A: 11 cabine di 1ª classe, sala tv, bar, self service, ufficio turistico[10]
- Ponte Coperta: 33 cabine, infermeria, posteggio autovetture e semirimorchi all'aperto[10]
- Garage Principale: autovetture e semirimorchi
- Garage Inferiore: autovetture

Ciascun ponte è collegato da scale e ascensori.
Sul Ponte Coperta, a partire da centro nave fino alla prua, è disponibile un ampio spazio aperto dove vengono posteggiati semirimorchi e autovetture. Tale configurazione è tipica delle navi mercantili. Le operazioni di imbarco e sbarco avvengono attraverso il portellone di poppa.

## Propulsione
La AF Marina è una nave piuttosto vulnerabile essendo dotata di un solo motore Diesel, che in caso di avaria rende il traghetto non più operativo. Questa unità è un Sulzer ZAV40S 16 cilindri capace di erogare 11.520 kW di potenza. Grazie a questo motore la nave può raggiungere la velocità di crociera di 18,5 nodi.

## Origine del vecchio nome
Il nome gioca sul doppio senso Tirrenia-Toscana, essendo Tirrenia una località balneare in provincia di Pisa (Toscana).